# Metoda BET
Metoda BET – procedura określania powierzchni właściwej ciał stałych (np. adsorbentów) za pomocą analizy izoterm adsorpcji (najczęściej azotu w temperaturze 77–78 K) przy użyciu izotermy BET (izoterma Brunauera-Emmetta-Tellera), a właściwie określonej formy liniowej tego równania:
Klasyczna liniowa forma równania BET:
{\displaystyle {\frac {x}{a(1-x)}}={\frac {1}{a_{m}C}}+{\frac {(C-1)}{a_{m}C}}x,}
gdzie:
{\displaystyle a} – adsorpcja,
{\displaystyle x=p/p_{s}} – ciśnienie względne ({\displaystyle p_{s}} – ciśnienie pary nasyconej adsorbatu),
{\displaystyle C} – stała o charakterze stałej równowagi adsorpcji,
{\displaystyle a_{m}} – pojemność monowarstwy adsorpcyjnej.
W powyższym podstawiamy:
{\displaystyle y_{BET}={\frac {x}{a(1-x)}}.}
Dane adsorpcji przedstawia się we współrzędnych {\displaystyle y_{BET}(x)} w zakresie ciśnień względnych {\displaystyle x} od 0,05 do 0,30. Jeżeli stwierdza się znaczącą nieliniowość wówczas odrzucając kolejne punkty izotermy (od strony wysokich i od strony niskich ciśnień) ogranicza się stopniowo zakres ciśnień względnych aż do uzyskania liniowości, np. w zakresie ciśnień względnych 0,1–0,25.
Na podstawie parametrów linii prostej dopasowanej do danych doświadczalnych za pomocą metody najmniejszych kwadratów określa się wartość pojemności monowarstwy {\displaystyle a_{m}} oraz stałej równowagi {\displaystyle C.}
Jeżeli równanie prostej będzie:
{\displaystyle y_{BET}=mx+b,}
to wówczas na podstawie wartości parametrów dopasowania linii prostej {\displaystyle m} i {\displaystyle b} wyznacza się parametry {\displaystyle a_{m}} i {\displaystyle C{:}}
{\displaystyle C={\frac {m}{b}}+1\quad {}} oraz
{\displaystyle a_{m}={\frac {1}{m+b}}.}
Z reguły parametr pojemności monowarstwy adsorpcyjnej, {\displaystyle a_{m},} jest zgodny z innymi metodami (różnice rzadko przekraczają 20%). Wartość stałej równowagi adsorpcji {\displaystyle C} wyznaczona tą metodą może mieć nawet wartość ujemną, co jest pozbawione sensu fizycznego i może być uważane za artefakt metody dopasowania. W rzeczywistości tego rodzaju rozbieżności mogą się pojawić w przypadku adsorbentów silnie niejednorodnych (heterogenicznych) lub mikroporowatych jako skutek niezgodności modelu izotermy BET oraz rzeczywistego zjawiska. Metoda BET nie jest w stanie prawidłowo opisać całego przebiegu izotermy adsorpcji dla takich danych, jednak prawidłowo oddaje przebieg izotermy w obszarze krytycznym dla wyznaczania {\displaystyle a_{m},} a więc w obszarze gdzie zapełnione są już mikropory, a nie dochodzi jeszcze do zjawiska kondensacji kapilarnej.
Otrzymaną pojemność monowarstwy przelicza się na powierzchnię właściwą adsorbentu przy wykorzystaniu wartości tzw. powierzchni siadania cząsteczki azotu (σ = 0,162 nm²). Tak określoną powierzchnię właściwą często nazywa się też skrótowo powierzchnią BET adsorbentu.
W przypadku wyżej wspomnianych adsorbentów mikroporowatych (np. węgle aktywne czy zeolity) jako bardziej właściwą standardową metodę wyznaczania powierzchni właściwej uważa się często metodę wykorzystującą izotermę Langmuira.